# Кормин (заказник)
Ко́рмин — ландшафтний заказник загальнодержавного значення в Україні. Розташований у межах Луцького району Волинської області, на північний схід і схід від села Берестяне. 
Площа 549 га. Створений згідно з Указом Президента України від 10 грудня 1994 року, № 750/94. Перебуває у віданні філії «Ківерцівське лісове господарство», Берестянське л-во, кв. 1, вид. 1-6, кв. 2, вид.1-10, кв. 4, вид. 19-31, кв. 7, вид. 40, 41, кв. 12, вид. 1-19, 43, 49, кв. 15, вид. 25-33, 35-40, кв. 20, вид. 33, кв. 21, 1-21, кв. 25, вид.1-32, кв. 29, вид. 15-34, кв. 35, вид. 22-47, кв. 36, вид. 1-37, кв. 43, вид. 31-41, кв. 44, вид. 16-37, кв. 52, вид. 41-47.
Під охороною — цінний ландшафтний комплекс вздовж річки Кормин (довжина території бл. 15 км), в який входять: лісові ділянки віком близько 100 років (дубово-березові, вільхові, соснові), болота і луки.  

## Рослинність
У трав'яному покриві чорновільхових та грабово-дубових лісів переважають анемона жовтецева, анемона дібровна, переліска багаторічна, вороняче око звичайне, яглиця звичайна, ряст щільний, ряст порожнистий, пшінка весняна, рутвичка звичайна, зірочки жовті. У соснових та дубово-соснових лісових ділянках домінує чорниця, у заболочених соснових лісах зростають сфагнові мохи, багно звичайне, пухівка піхвова. 
На лучних та болотистих ділянках зростають щучник дернистий, мітлиця повзуча, осока гостра, лепешняк великий, калюжниця болотна, півники болотні, жовтець повзучий, костриця червона, осока омська.
З рідкісних рослин тут зростають: молочай волинський, коручка болотна і товстянка звичайна, меч-трава болотна, вовчі ягоди пахучі, (занесені до Червоної книги України), кальдезія білозоролиста включена у Додаток 1 Бернської конвенції, вужачка звичайна - у перелік регіонально рідкісних рослин.

## Тваринний світ
У заказнику мешкають типові тварини фауни України: жаба озерна, черепаха болотна, вуж звичайний, гадюка звичайна, крижень, орябок, коловодник лісовий, рясоніжка велика, бобер, лисиця звичайна, свиня дика, сарна європейська.
Серед тварин є рідкісні види: п'явка медична, махаон, красуня діва, мінливець великий, джміль моховий, лелека чорний, чернь білоока (на прольоті), крех середній (на прольоті), скопа, скигляк (підорлик) малий, журавель сірий, сорокопуд сірий, видра річкова, горностай, які занесені до Червоної книги України.  скопа, а також деркач – вид, занесений Європейського червоного спису та Червоного списку МСОП.
Територія заказника має водоохоронне значення. 
У 2010 році ввійшов до складу національного природного парку «Цуманська Пуща».

## Галерея

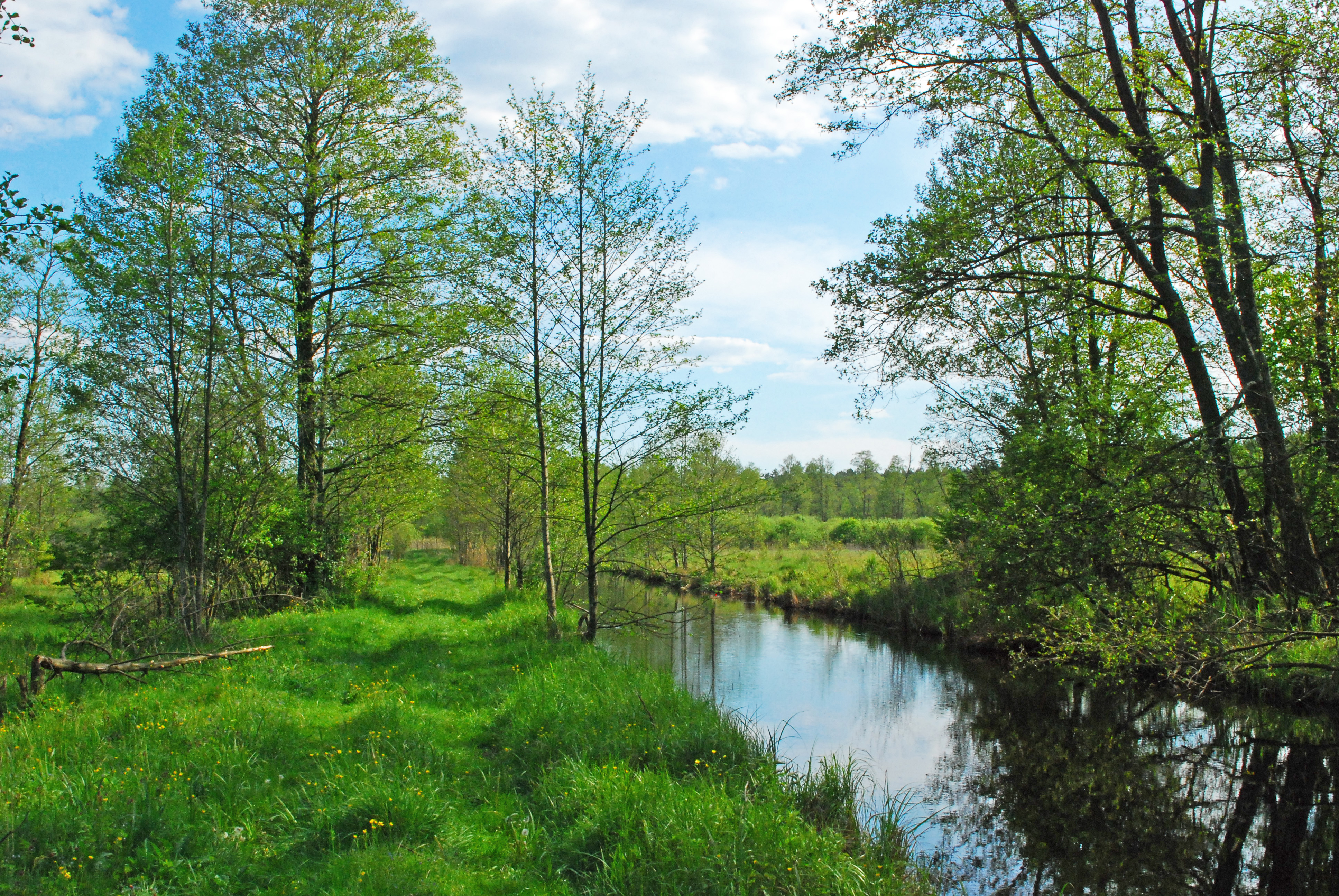
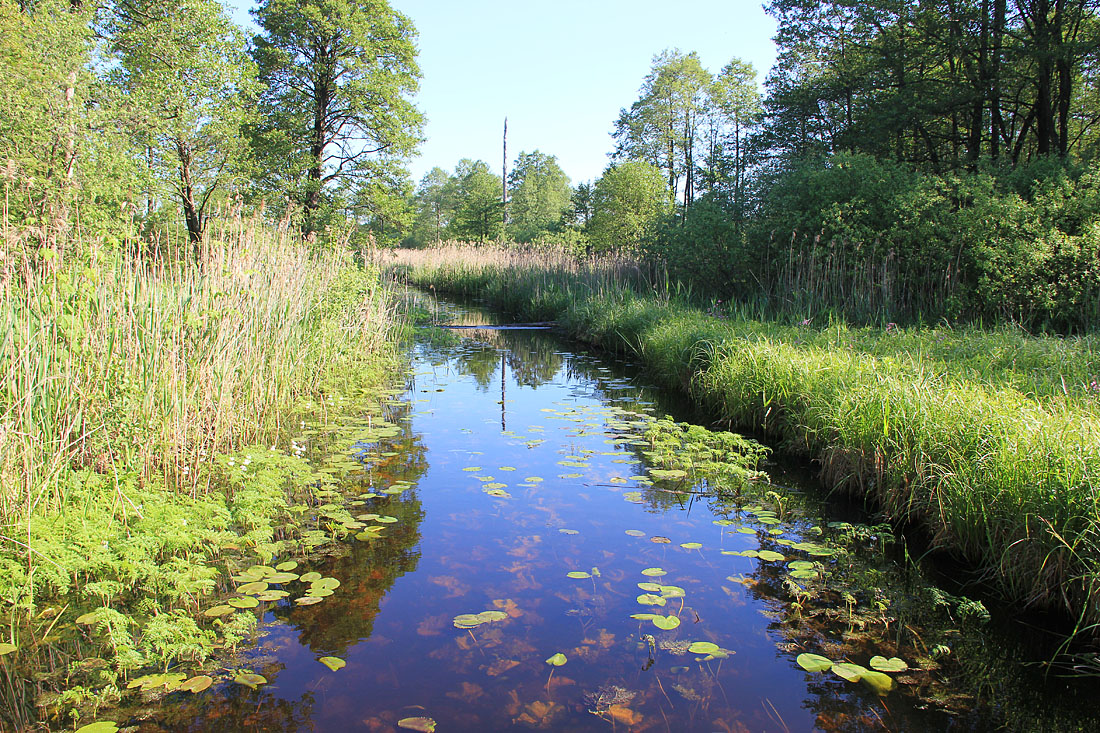
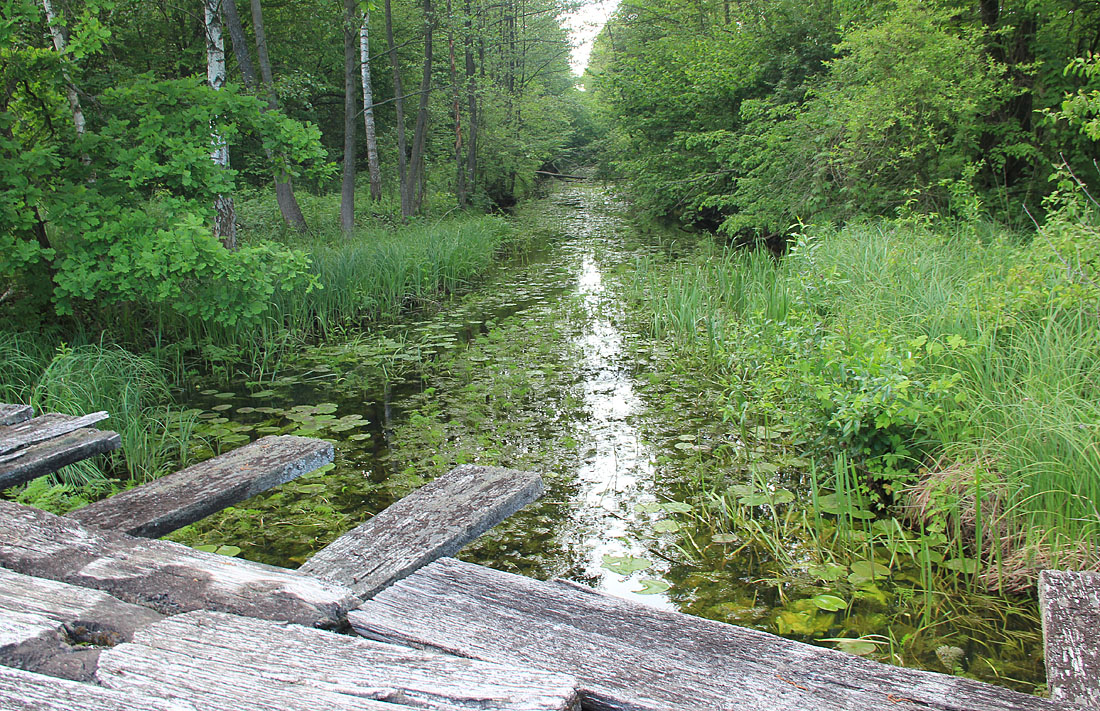
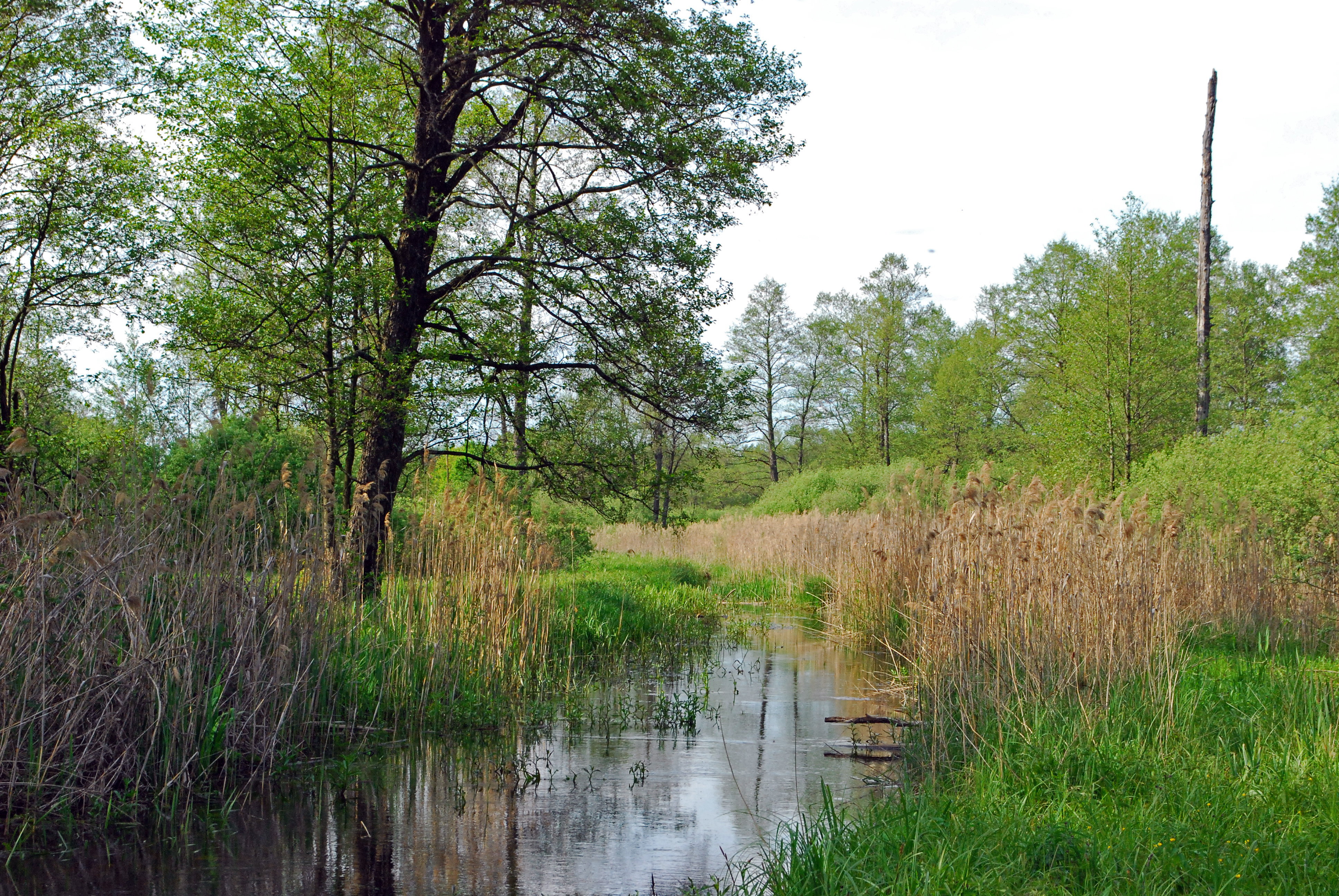
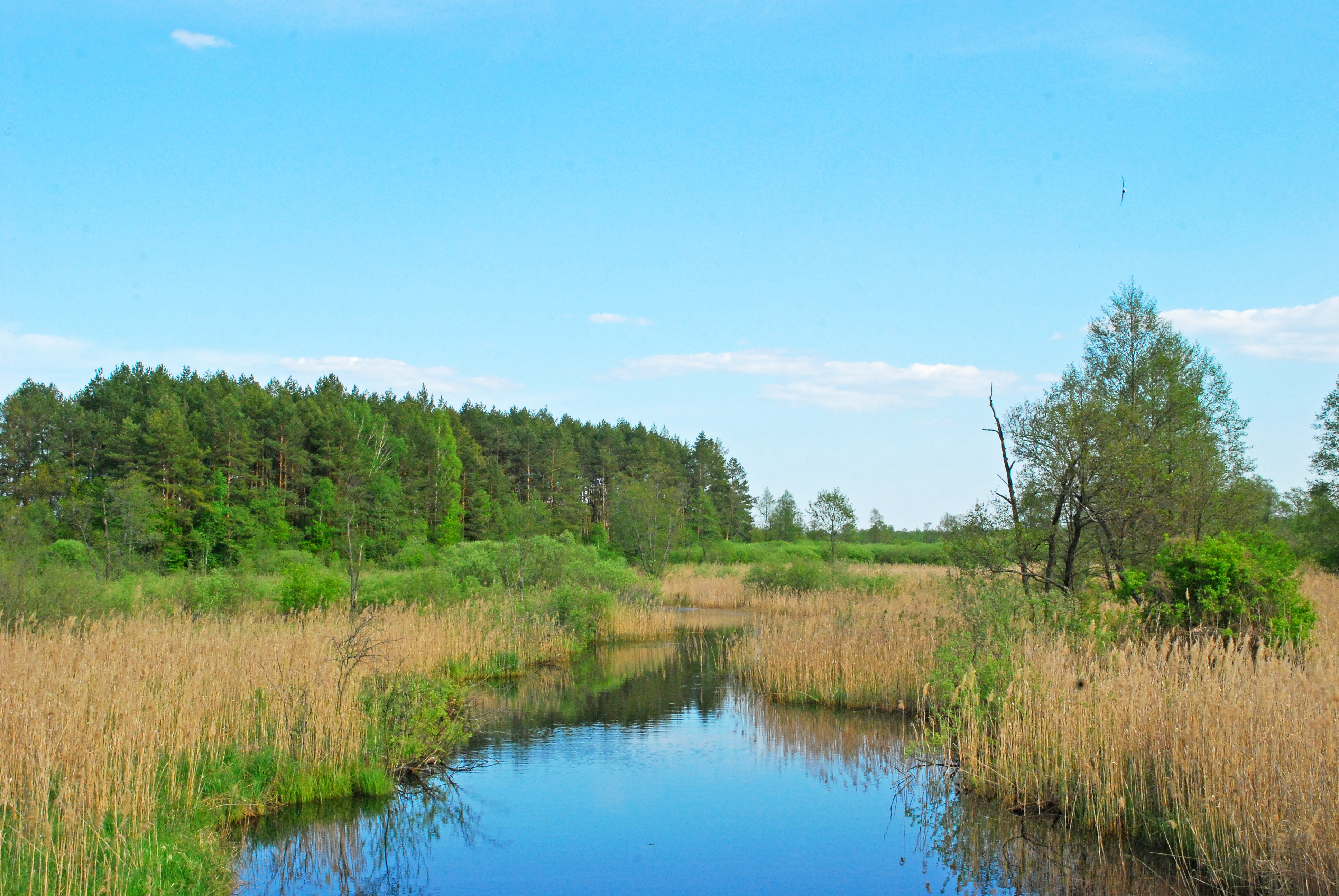